# Лічильник фотонів видимого світла
Лічильник фотонів видимого світла — це фотодетектор для підрахунку фотонів, заснований на провідності зони домішок у кремнії, легованому миш'яком. Вони мають високу квантову ефективність і здатні виявляти окремі фотони у видимому діапазоні електромагнітного спектру . Здатність підрахувати точну кількість виявлених фотонів надзвичайно важлива для квантового розподілу ключів.
Науковий центр Rockwell International раніше анонсував «твердотільний фотопомножувач», широкосмуговий (0,4–28 мкм) детектор. Наприкінці 1980-х років співпраця, яка спочатку складалася з Роквелла та Каліфорнійського університету в Лос-Анджелесі, розпочала розробку трекерів частинок із сцинтилючими волокнами для використання на Надпровідному Суперколлайдері на основі спеціального варіанту твердотільного фотопомножувача, який став відомий як Лічильник фотонів видимого світла.
Принцип роботи подібний до лавинних фотодіодів, але базується на провідності в домішковій зоні. Пристрої виготовлені з кремнію, легованого миш'яком, і мають смугу домішок 50 меВ нижче зони провідності, що призводить до посилення від 40000 до 80000 при зворотному зміщенні лише на кілька вольт (наприклад, 7 В). Вузька заборонена зона зменшує дисперсію підсилення, що призводить до рівномірної реакції на кожен фотон, і, отже, висота вихідного імпульсу пропорційна кількості падаючих фотонів. Лічильники фотонів видимого світла повинні працювати при кріогенних температурах (6–10 К). Вони мають квантову ефективність 85 % при 565 нм і роздільній здатності у часі в кілька наносекунд.
VLPC широко використовувалися в центральному детекторі стеження експерименту D0 і для досліджень охолодження пучка мюонів для мюонного колайдера (MICE). Вони також були оцінені для квантової інформатики.

## Зноски
1. ↑  Навпаки, однофотонні лавинні фотодідоди[en] потребують високої напруги зворотного зміщення та подальшого гасіння вихідного струму.